# Sheenboro
Sheenboro es un municipio canadiense situado en la provincia de Quebec.

## Superficie
Sheenboro tiene una superficie de 565,43 km².

## Demografía
En 2021, tenía 149 habitantes, una densidad poblacional de 0,3 hab./km², y 197 viviendas.